# Procellosaurinus erythrocercus
Procellosaurinus erythrocercus är en ödleart som beskrevs av  Rodrigues 1991. Procellosaurinus erythrocercus ingår i släktet Procellosaurinus och familjen Gymnophthalmidae. Inga underarter finns listade i Catalogue of Life.